# フィリップ・ジョルダン
フィリップ・ジョルダン（Philippe Jordan, 1974年10月18日 - ）は、スイスの指揮者。

## 人物・来歴
1974年、チューリッヒ生まれ。
チューリッヒの学校で学び、その後 各地の歌劇場で経験を積む。ベルリン州立歌劇場のダニエル・バレンボイムの下でアシスタントなどをし、またアメリカやヨーロッパの音楽祭などに客演で出演するなどした。
2001年より2004年まで、グラーツ歌劇場及びグラーツ・フィルハーモニー管弦楽団の首席指揮者。
2009年より2021年まで、パリ国立オペラの音楽監督。
2014年より、ファビオ・ルイージの後任としてウィーン交響楽団首席指揮者に就任。
2020年より、ウィーン国立歌劇場の音楽監督に就任するも、経営陣との意見の相違から2025年の任期満了後は退任する意向を示している。
2027年より、フランス国立管弦楽団の音楽監督に就任することが発表された。

### 家族・親族
- 父：アルミン・ジョルダン - 指揮者

## 著書
- フィリップ・ジョルダン、エマヌエル・ジョス (執筆協力) 著、武藤剛史、竹田亜紀 訳『100語でたのしむオペラ』文庫クセジュ。